# Canzone di protesta
La canzone di protesta (o anche canzone impegnata) è un brano musicale associato ad un movimento per un cambiamento sociale e politico. Numerose canzoni popolari possono essere considerate di protesta.
Tra i movimenti sociali che hanno un gran numero di canzoni a loro legate vi sono i movimenti per i diritti civili, pacifisti, operai, controcultura, femministi, per la rivoluzione sessuale, ambientalisti. La denuncia espressa da una canzone del genere non appartiene al singolo autore ma ad un intero gruppo di individui. Per questo motivo, il messaggio veicolato da un brano assume una rilevanza maggiore rispetto all’autore, che occupa a volte un ruolo marginale. Tuttavia, nell'età contemporanea, non sono rari i cantanti di protesta divenuti popolari in tutto il mondo. Molti fra questi artisti, inoltre, hanno anche associato alla loro carriera musicale opere di attivismo, a testimonianza del proprio impegno politico e sociale. Tra gli artisti più conosciuti del genere possiamo, ad ogni modo, citare Bob Dylan, Joan Baez e gli Inti-Illimani.
Il sociologo statunitense R. Serge Denisoff considera la canzone di protesta poco funzionale, come forma di persuasione o di propaganda.

## Nel mondo

### America Latina

#### Cile
Nella storia cilena, la musica è stata utilizzata più volte per esternare sentimenti di protesta legati ai cambiamenti politici e sociali affrontati dal paese.

##### La Nueva Canción Chilena
Nel Cile degli anni Sessanta sorse un movimento musicale noto come Nueva Canción Chilena, simile ad altri nati in America Latina nello stesso periodo. Tra i principali esponenti del movimento si possono citare Violeta Parra, gli Inti-Illimani e Víctor Jara.
Musicalmente, il genere recuperò melodie e strumenti tradizionali cileni, lontani dai modelli europei già largamente diffusi nel paese. La tematica più affrontata dagli esponenti della Nueva Canción era la denuncia contro la povertà e l'ingiustizia sociale. Il movimento cominciò presto ad ispirare studenti e intellettuali. Nei testi, venivano raccontate situazioni di disagio vissute dalle fasce più oppresse della popolazione. In Preguntas por Puerto Montt, infatti, Jara aveva attaccato direttamente il primo ministro cileno perché responsabile di un eccidio di contadini nel 1969. Alcuni brani simbolo della Nueva Canción vennero utilizzati da Salvador Allende durante la sua campagna presidenziale l'anno successivo.
In seguito al colpo di Stato del 1973, gli esponenti del movimento cominciarono ad essere perseguitati per via dei loro ideali di sinistra. Molti furono costretti a lasciare il paese, e lo stesso Jara venne torturato e ucciso.
Alcuni fra i brani più famosi legati al movimento, come El Derecho de Vivir en Paz di Victor Jara, sono considerati un simbolo e vengono ancora oggi intonati durante le proteste nel paese.

##### Sviluppi successivi
Nel novembre 2019, il canto femminista cileno Un Violador en Tu Camino, eseguito per la prima volta durante le proteste di piazza dello stesso anno, è diventato virale in tutto il mondo.

### Hong Kong
L'inno non ufficiale intonato dai partecipanti durante le proteste della Rivoluzione degli ombrelli, nel 2014, fu il brano Boundless Oceans, Vast Skies, del gruppo rock di Hong Kong Beyond. Inoltre, una versione in cantonese del brano Do You Hear the People Sing?, dal musical Les Misérables, venne utilizzata come canzone di protesta simbolo del movimento. Anche in seguito, soprattutto durante i disordini e le proteste per la democrazia del 2019-2020, la musica ha continuato ad avere un ruolo fondamentale. I brani del 2014, infatti, sono stati ripresi dai manifestanti anche in questa occasione. Nel 2019, inoltre, il brano Glory to Hong Kong, scritto da un anonimo, ha cominciato a circolare online fino a divenire la canzone simbolo delle proteste di quell'anno. Nel giugno del 2020, la Cina, che detiene tuttora la sovranità sull'ex-colonia inglese, ha approvato una nuova legge sulla sicurezza, portando ad un'ulteriore privazione della libertà di espressione dei cittadini della regione. Riprodurre o intonare il brano Glory to Hong Kong è stato vietato in tutte le scuole di Hong Kong.

### Italia
Nella storia italiana recente, i Canti della Resistenza possono essere considerati brani di protesta. Si tratta di canzoni dal forte impegno politico legate alla Resistenza italiana, un insieme di movimenti opposti all'occupazione nazifascista durante la Seconda guerra mondiale. Il tema principale affrontato da questi brani è la lotta per la liberazione dell'Italia e dei suoi cittadini. Il brano Bella Ciao, sebbene abbia origini molto dibattute, è fra le canzoni più conosciute sul tema della Resistenza. Bella Ciao viene ancora oggi intonata in più occasioni durante proteste per la libertà, sia in Italia sia nel resto del mondo.
Nel 1957, a Torino, si formarono i Cantacronache, un complesso di poeti e musicisti che, nelle loro composizioni, denunciavano le problematiche dell'Italia del secondo dopoguerra. I Cantacronache, così come il folk americano e gli chansonniers francesi, sono considerati una delle esperienze più influenti sulla canzone d'autore italiana degli anni sessanta e settanta.
Il cantautorato italiano di questo periodo affrontò temi legati alla contestazione giovanile e descrisse i cambiamenti politici e sociali che l'Italia affrontò durante gli Anni di piombo. Tra i cantautori più influenti vi furono Fabrizio De André, Francesco Guccini, Rino Gaetano, Franco Battiato, Eugenio Finardi e altri.
Numerose canzoni di protesta degli anni sessanta e settanta sono divenute celebri, come, ad esempio, La guerra di Piero, un brano di De André del 1964 contro la guerra. Contessa di Paolo Pietrangeli è considerato un inno del movimento del '68.

### Irlanda
I brani della musica tradizionale irlandese che possono essere considerati canzoni di protesta sono numerosi. Dal Settecento al Novecento sono stati spesso utilizzati per veicolare idee di protesta contro il dominio inglese sull’isola. Il loro scopo era, inizialmente, accendere uno spirito di ribellione nella gente comune. I temi affrontati sono numerosi: la libertà, la discriminazione religiosa, l'anticolonialismo, il repubblicanesimo. Gli strumenti principali utilizzati sono la chitarra acustica, il Fiddle, il Flauto, le Uilleann pipes, l’Arpa celtica e altri. Tra gli esempi più conosciuti di canzoni del genere può essere citata Erin Go Bragh, scritta nel 1920 durante la guerra d'indipendenza irlandese.
Le ballate tradizionali vennero riscoperte in seguito, a partire dagli anni Sessanta del Novecento, a causa dell'inizio del Conflitto nordirlandese (o Troubles), durato fino alla soglia del ventunesimo secolo. Il clima turbolento portò alla composizione di nuovi brani come Freedom's Sons. A questo periodo appartiene inoltre la canzone Come Out Ye Black and Tans, scritta su una rivolta avvenuta a Dublino diversi decenni prima, durante la guerra d'indipendenza: la canzone è stata resa celebre dai The Wolfe Tones con la loro versione del 1972. Nel 1972, Tommy Skelly scrisse Go On Home British Soldiers, in cui viene ripercorsa la storia della resistenza irlandese contro il dominio inglese.
Nella seconda metà del ventesimo secolo, molti altri artisti popolari affrontarono il tema nella loro musica, nel tentativo di dare visibilità a ciò che stava accadendo in Irlanda del Nord. La maggior parte di questi brani, più che invitare l'ascoltatore a ribellarsi, esortano le due parti a concordare una pace e alla fine del conflitto. Paul McCartney scrisse Give Ireland back to the Irish in seguito ai fatti del 30 gennaio 1972. Il brano scalò rapidamente le classifiche britanniche pur essendo stato bandito dalla BBC. Anche un altro ex componente dei Beatles, John Lennon, pubblicò nello stesso anno il brano Sunday Bloody Sunday, in cui attaccava duramente le intenzioni colonizzatrici degli inglesi. Anche diversi artisti nordirlandesi affrontarono il tema. Fra gli altri, vi fu il gruppo punk rock di Belfast Stiff Little Fingers che, nel 1979, pubblicò l'album Inflammable Material. Nel brano Suspect Device, in particolare, è presentata in modo chiaro la situazione di emergenza che l'Irlanda del Nord stava vivendo in quel periodo. Nel 1983, il gruppo rock irlandese U2 pubblicò Sunday Bloody Sunday, un brano pacifista fra i più conosciuti sul tema. Bono, cantante del gruppo e autore del testo, la descrisse come "la reazione incredula e scandalizzata di un giovane di fronte all'odio e alla violenza".

### Stati Uniti
All’interno della storia della musica degli Stati Uniti, la canzone di protesta ha sempre avuto una grande importanza. I temi affrontati maggiormente sono la povertà, la guerra e la discriminazione razziale e sociale. Alcuni dei brani fra i più conosciuti risalgono al 1776, anno della firma della dichiarazione d'indipendenza.

#### La protesta contro la schiavitù
Le prime canzoni di protesta diffuse nel paese affrontavano la tematica della schiavitù e circolavano fra gli stessi schiavi. Ne è un esempio il brano Go Down Moses (Let My People Go), di forte ispirazione biblica e religiosa. Numerose canzoni di protesta si diffusero largamente soprattutto durante la Guerra di secessione. Fu allora che si iniziarono a scrivere versi da abbinare a motivi tradizionali e patriottici. Ricordiamo, ad esempio, Battle Hymn of the Republic, il cui testo fu scritto dall'abolizionista Julia Ward Howe. Il brano divenne presto un inno per le forze dell'Unione.

#### Il primo Novecento e la lotta per i diritti dei lavoratori
La musica ha continuato ad essere un potente mezzo di protesta anche nel secolo scorso, e si è rivelata cruciale in alcuni momenti della storia americana contemporanea. Nei primi anni del Novecento, la nascita dei sindacati nel paese favorì la scrittura di testi sui diritti dei lavoratori. Nel 1905 venne fondata la IWW, associazione operaia attiva nelle principali città industriali americane. Gli operai iscritti alla IWW cominciarono presto a diffondere libretti contenenti testi di brani da intonare durante gli scioperi. Tra i maggiori autori di brani vi era Joe Hill. Il suo brano più celebre fu probabilmente The Preacher and the Slave, parodia della canzone religiosa In the Sweet Bye and Bye. Il testo scritto da Hill critica con ironia l'idea di abbandonare una causa terrena per sperare, invece, nella salvezza eterna.
La crisi del 1929 inasprì ancora di più la condizione dei lavoratori e ispirò cantautori come Woody Guthrie, destinato a divenire una delle figure più importanti del folk americano. Guthrie cominciò a girare il paese, esibendosi in numerose assemblee di lavoratori. Nel 1940, raccolse e pubblicò l'album di protesta Dust Bowl Ballads. L'anno seguente, alcuni studenti ed ex studenti universitari formarono a New York il primo gruppo folk di protesta statunitense, gli Almanac Singers. Tra i fondatori del complesso vi erano Pete Seeger e Lee Hays. Il gruppo effettuò numerosi concerti nei vari stati americani, eseguendo brani in supporto dei lavoratori e contro la guerra in Europa. Alcuni dei loro testi, inoltre, sostenevano il non-interventismo degli Stati Uniti nella Seconda guerra mondiale. Sempre nel 1941, gli Almanac Singers pubblicarono l'album Songs For John Doe, che conteneva sei canzoni contro la guerra, dal testo e dalla musica originali, ma molto influenzati dalle ballate tradizionali americane. Dopo soli due anni, gli Almanac Singers si sciolsero, ma l'esperienza contribuì a consolidare la fama di Guthrie e di altri cantautori come Seeger, Josh White e Cisco Houston.

#### Il successo del folk e la guerra in Vietnam
Negli Stati Uniti del secondo dopoguerra, la musica assunse un ruolo cruciale nelle proteste contro il segregazionismo e a favore del movimento per i diritti civili degli afroamericani. Pete Seeger riprese il brano I’ll Overcome Some Day, scritto nel 1901 dal pastore afroamericano Charles Albert Tindley. Ne modificò parte del testo e cambiò il titolo in We Shall Overcome. La versione di Seeger divenne, ed è ancora oggi, un simbolo per più movimenti di protesta, anche a causa della melodia facile da replicare e delle ripetizioni presenti nella struttura del brano. La canzone assunse presto una grande popolarità, tanto che Martin Luther King ne citò alcune parole in un discorso del febbraio 1965. Nello stesso anno, anche il presidente americano Lyndon B. Johnson citò i primi versi del brano quando firmò il Voting Rights Act. Gli anni Sessanta furono un periodo fondamentale per la musica di protesta. Il già citato folk subì le influenze di altri generi come il gospel e il rock. A partire dal 1963, i brani di Bob Dylan, Joan Baez e Phil Ochs ispirarono un'intera generazione. Con l'evolversi dei movimenti di contestazione, le canzoni di protesta divennero sempre più popolari. Tali brani sostenevano ancora la lotta per i diritti civili, esprimendosi contro qualsiasi discriminazione.
In risposta alla guerra in Vietnam, numerosi cantautori iniziarono a veicolare idee dichiaratamente pacifiste. Tra i brani di Bob Dylan, la figura più rilevante del genere, possono essere citati i brani Blowin' in the Wind, The Times They Are a-Changin', la ballata The Lonesome Death of Hattie Carroll e A Hard Rain's A-Gonna Fall, un avvertimento contro i pericoli del nucleare. Sebbene Bob Dylan sia considerato un artista fondamentale per quanto riguarda la canzone di protesta, egli stesso non si è mai considerato un cantante di protesta, forse perché tale appellativo (di protesta) non ha ragione di esistere. Dylan definì Blowin' in the Wind, scritta nel 1963, alla vigilia della guerra in Vietnam, "non una canzone di protesta o simili, poiché io non scrivo canzoni di protesta. L’ho scritto come qualcosa che doveva essere detto, da un individuo a un altro".
La popolarità del folk, fu molto breve. Nel giro di pochi anni le canzoni di protesta persero l'interesse del grande pubblico. I testi non erano più rivolti a una specifica questione, ma al malcontento generale. Nel 1965, inoltre, lo stesso Dylan abbandonò la chitarra acustica in favore di un suono più moderno. Nacque così un nuovo genere, il folk rock. Dylan scelse di non cantare più canzoni di protesta, preferendo affrontare nella sua musica temi che non riguardassero questioni nazionali. Nella seconda metà del decennio, le canzoni di protesta non erano più passate nelle maggiori radio americane. La guerra ancora in corso, però, spronò altri autori a comporre brani in cui esternare sentimenti pacifisti. Tra gli altri, si ricordano Waist Deep in the Big Muddy di Pete Seeger, o anche We Didn't Know di Tom Paxton, brano del 1965 in cui la popolazione americana viene accusata di fingere di non essere consapevole delle atrocità commesse in Vietnam durante la guerra.

#### L'avvento di nuovi generi
Da allora, il rock rimase per diversi anni il genere principale attraverso cui dare voce a determinati problemi sociali. Verso la fine degli anni Settanta, la protesta in musica ritrovò nuovi stimoli nella rabbia del punk rock, genere dalla forte connotazione politica, e, in seguito, dell'hardcore. Nel 1985, il gruppo hardcore Dead Kennedys pubblicò il brano Stars and Stripes of Corruption, caratterizzato da un testo fortemente critico nei confronti del sistema americano. Nello stesso anno, i Ramones attaccarono Reagan in My Brain Is Hanging Upside Down (Bonzo Goes to Bitburg), in seguito allo scandalo causato dalla visita del presidente presso un cimitero di guerra tedesco. Nel 1991, alla vigilia della Guerra del Golfo, i Fugazi pubblicarono KYEO. Tra le altre canzoni di protesta del genere vi è anche la celebre Killing in the Name, singolo della band di Los Angeles Rage Against the Machine. Il brano venne scritto dopo le rivolte di Los Angeles del 1992 come denuncia di episodi di brutalità della polizia. Negli anni Novanta, inoltre, emerse il movimento riot grrrl, che condivideva la stessa aggressività del punk rock. Tra i gruppi più conosciuti del genere vi erano Bikini Kill e Babes in Toyland, i quali, nei loro testi, si esprimevano contro il sessismo e la discriminazione di genere.
Negli stessi anni, anche l'hip hop iniziò a diventare un genere sempre più popolare. Già negli anni Ottanta, il brano conscious rap di Grandmaster Flash The Message aveva messo in luce le condizioni di vita precarie degli afroamericani poveri. Pochi anni dopo, il gruppo di Compton N.W.A pubblicò Fuck tha Police, un altro brano molto popolare sulla brutalità delle forze dell'ordine contro le minoranze. Nei primi anni Novanta, all'inizio della Guerra del Golfo, i rapper Paris e Ice Cube pubblicarono rispettivamente i brani Bush Killa e I Wanna Kill Sam, entrambi critiche pungenti al presidente Bush. Nel 1993, Tupac scrisse Keep Ya Head Up, una canzone di protesta contro il sessismo nella scena hip hop dell'epoca. Il testo affronta anche altre tematiche come la povertà, il razzismo e la guerra.

#### Il ventunesimo secolo e l'influenza diBlack Lives Matter
Dal 2013, il movimento Black Lives Matter ha portato alla realizzazione di numerosi brani con tematiche antirazziste. Ne sono un esempio Freedom, brano della cantante pop Beyoncé, e Alright del rapper Kendrick Lamar, i cui versi sono intonati frequentemente dalla folla durante le proteste del movimento.